# Vanikoro
Vanikoro – jedna z wysp w prowincji Temotu państwa Wyspy Salomona, należąca do archipelagu Wysp Santa Cruz.
Nazwa Vanikoro zawsze używana jest jakby odnosiła się do pojedynczej wyspy, z powodu kulturalnej i geofizycznej jedności. W rzeczywistości jest to grupa kilku sąsiadujących ze sobą wysp otoczonych rafą koralową. Zamieszkane są wyłącznie dwie z nich: Banie i Teanu (lub Teavai). Pozostałe, niezamieszkane wyspy z grupy Vanikoro to Manieve, Nomianu and Nanunga.